# Enaretta montana
Enaretta montana là một loài bọ cánh cứng trong họ Cerambycidae.